# Plan B - Piano B
Plan B - Piano B (Plan B) è un film del 2009 diretto da Marco Berger.
La pellicola, una commedia drammatica prodotta in Argentina, narra di come sia difficile accettare e capire se stessi nella società odierna.

## Trama
(Bruno)
Bruno è un uomo ossessionato dalla sua ex-ragazza, Laura, che l'ha lasciato perché stanca della sua oppressione. La donna ha incominciato una nuova vita, insieme al suo nuovo ragazzo, Pablo. Bruno, sostenuto dal suo amico Victor, decide di mettere in atto il Piano B (il piano A consisteva nel chiederle di ritornare insieme) e di verificare i suoi sospetti sull'omosessualità di Pablo provandoci con lui. Tuttavia, effettuando questo piano Bruno finirà per sconvolgere la vita di tutti. Il suo rapporto con Pablo, iniziato con una scusa in palestra, incomincia ad essere un'amicizia fin troppo ambigua, fatta di amorevoli baci e situazioni imbarazzanti. Bruno, non potendo più mentire sui suoi sentimenti, gli scriverà una lettera in cui racconta tutta la verità. Pablo lascia Laura e quest'ultima torna da Bruno, che a sua volta la rifiuterà. I due ragazzi, dopo alcune incomprensioni, riescono ad accettare se stessi e vivere l'amore che hanno sempre cercato di deviare.